# 이시이촌 (효고현)
이시이촌(石井村)은 효고현 서부, 사요군에 존재했던 촌이다.
1955년 사요정, 히라후쿠정, 하세촌, 에가와촌과 합병해 새로운 사요정이 되었기 때문에 지방자치로서 소멸하였다.

## 역사
- 1889년 4월 1일 - 정촌제 시행에 의해 7촌의 구역을 가지고 사요군 이시이촌이 성립하였다.
- 1896년 4월 1일 - 효고현 사요군에 편입하였다.
- 1955년 3월 1일 - 구 사요정, 히라후쿠정, 나가타니촌, 에가와촌과 합병해 새롭게 사요정이 되었기 때문에 소멸하였다.

## 교통

### 철도
- 지즈 급행
  - 지즈선

### 도로
- 국도 제373호선
- 돗토리 자동차도